# اشانتی آکپان
اشانتی آکپان (انگلیسی: Ashanti Akpan؛ زادهٔ ۲۴ نوامبر ۲۰۰۵) بازیکن فوتبال است که در پست هافبک برای چلسی بازی می‌کند.
وی در تیم‌های ملی فوتبال زیر ۱۷ سال زنان انگلستان و زیر ۱۹ سال زنان انگلستان بازی کرده است.